# Prays curtisella
Prays curtisella is een vlinder uit de familie van de stippelmotten (Yponomeutidae). De wetenschappelijke naam van de soort werd in 1793 gepubliceerd door Donovan.